# Pierre Giraud (informaticien)
 (mai 2018).
Si vous disposez d'ouvrages ou d'articles de référence ou si vous connaissez des sites web de qualité traitant du thème abordé ici, merci de compléter l'article en donnant les références utiles à sa vérifiabilité et en les liant à la section « Notes et références ».
Pour les articles homonymes, voir Pierre Giraud et Giraud.
Pierre Henri Giraud est l'auteur et coauteur avec Alain Pinaud de trois monographies de vulgarisation de la micro-informatique publiées aux Éditions du PSI en 1979.
Ces monographies s'appuyaient sur le premier micro-ordinateur (TRS-80, modèle 1) de la firme américaine Tandy Corporation.
- Pratique du TRS-80. Vol. 1 architecture et Basic II
- Pratique du TRS-80. Vol. 2 complements Basic II programmation du Z-80
- Pratique du TRS-80. Vol. 3 fonctionnement du matériel - schématique composants

Du même auteur vulgarisation de Prologue et publié chez le même éditeur en 1986.
- Le système d'exploitation Prologue

Cet ouvrage aborde l'architecture du système d'exploitation multi-tâche Prologue sur les micro-ordinateurs de la famille Micral de la société R2E devenue par la suite Bull Micral puis Prologue.
Il aborde également le langage de programmation BAL (en)(Business Application Language).